# Antonio Manuel Luna
Antonio Manuel Luna Rodríguez (* 17. März 1991 in Son Servera) ist ein spanischer Fußballspieler. 

## Karriere
Luna begann seine Karriere beim FC Sevilla. 2009 spielte er erstmals für die Drittligamannschaft. Sein Erstligadebüt gab er am 38. Spieltag 2009/10 gegen die UD Almería. Im Januar 2011 wurde er den Ligakonkurrenten UD Almería ausgeliehen. Zu Saisonende stieg Almería ab. Im Januar 2013 wurde er an den Ligakonkurrenten RCD Mallorca verliehen. Zu Saisonende stieg Mallorca ab. Im Sommer 2013 wechselte er nach England zu Aston Villa. Sein Ligadebüt gab er am 1. Spieltag 2013/14 gegen den FC Arsenal. Im Sommer 2014 wurde er nach Italien an den Erstligisten Hellas Verona ausgeliehen. Nachdem er dort nie zum Einsatz gekommen war, wurde er im Februar 2015 an den Zweitligisten Spezia Calcio weiterverliehen. Im Sommer kehrte er nach Spanien zum SD Eibar zurück. Seit Sommer 2017 spielte er für UD Levante, dem er drei Jahre angehörte, ihn aber in der Saison 2019/20 an Rayo Vallecano auslieh. Nach einer Saison für den FC Girona ist Luna seit 2021 für den FC Cartagena aktiv.

## Kontroverses
2016 filmte sein damaliger Mannschaftskamerad Sergi Enrich ihn und sich beim Geschlechtsverkehr mit einer Frau. Ohne Zustimmung der Frau wurde das Video im Internet verbreitet. Die Frau erstattete Anzeige gegen die beiden Fußballprofis. Im Januar 2021 wurden Enrich und Luna zu zwei Jahren Haft auf Bewährung verurteilt. Die Staatsanwaltschaft forderte für die beiden damals Mitte Zwanzigjährigen Haftstrafen von fünf Jahren, allerdings zeigten die Täter Reue, was sich strafmildernd auswirkte. Beide Fußballprofis wurden außerdem zu einer Zahlung von 100.000 Euro verordnet.